# Langobardia
Langobardia (en griego: Λογγοβαρδία, también escrito Λογγοβαρδία, Longibardia y Λαγουβαρδία, Lagoubardia) era un término bizantino para los territorios controlados por los lombardos en Italia en los siglos IX y X; también fue el nombre de una provincia civil-militar bizantina (o thema) conocido como tema de Langobardia situada en el sureste de Italia.

## Historia
Tradicionalmente, el término fue utilizado para las posesiones lombardas, con el cronista Teófanes el Confesor distinguiendo entre «Langobardia mayor» (griego: Μεγάλη Λογγοβαρδία; latín: Langobardia Maior), es decir, el reino lombardo en el norte de Italia, y «Langobardia menor» (latín: Langobardia minor), que comprendía el sur de Italia, con los ducados lombardos de Spoleto, Salerno y Capua, las posesiones bizantinas y las ciudades-estado (Nápoles, Gaeta y Amalfi) bajo soberanía bizantina.
En su sentido más estricto y técnico, el nombre hace referencia a la provincia (thema) que abarcaba la moderna región italiana de Apulia y partes de Basilicata, con Bari como su capital. Su origen y evolución no están del todo claros. Después de un siglo de ausencia casi completa de los asuntos de la península italiana, Bizancio, una vez más comenzó a intervenir activamente bajo Basilio I el Macedonio (que reinó desde 867 hasta 886), cuya política occidental tuvo como objetivo limpiar el mar Adriático de los piratas sarracenos, restablecer la dominación bizantina de Dalmacia, y extender el control bizantino, una vez más sobre partes de Italia. En este proceso, Otranto fue tomada de los sarracenos en 873 y en 876 los bizantinos tomaron Bari, que había sido capturado a los gobernantes sarracenos en 871 por Luis II el Joven. En conjunto estas fueron las bases del futuro thema, aunque tal vez en forma de una división subordinada (tourma) del thema de Cefalonia.
Las campañas de Nicéforo Focas el Viejo en los años 880 y de sus sucesores ampliaron enormemente el área bajo control bizantino, que llegó a incluir toda Calabria, Apulia y Basilicata. Incluso Benevento, el centro del poder lombardo en el sur de Italia, fue capturada en 891. La primera referencia a Langobardia como thema data precisamente en este momento, pero al principio parece que se administró conjuntamente con otros themata europeos del Imperio Bizantino: En 891 el primer strategos (gobernante militar) conocido de Langobardia, Symbatikios, también fue gobernador de Macedonia, Tracia y Cefalonia, mientras que su sucesor Jorge administró Langobardia conjuntamente el thema de su padre, Cefalonia. Un strategos dedicado únicamente a Langobardia solo está atestiguado en 911. En 938 y 956, también aparece unido con el thema de Calabria, aunque la duración de esta administración es confusa. En cualquier caso, después de c. 965, los dos themata estaban unidos de forma permanente en el nuevo Catapanato de Italia, con el catapán gobernando desde Bari.
La guardia varega luchó como parte del ejército bizantino en varias campañas en la zona, conocida para ellos como Langbardland; en su patria escandinava, sus hazañas son conmemoradas en las piedras rúnicas sobre Italia.